# Ulf Henning
Ulf Henning (* 22. September 1929 in Leipzig; † 16. Juni 2000 in Tübingen) war ein deutscher Biochemiker und Molekularbiologe.

## Leben und Werk
Ulf Henning war Schüler von Feodor Lynen in München. 1960 erhielt er ein Stipendium der National Science Foundation für einen Forschungsaufenthalt in den USA und verbrachte dann einige Jahre bei Charles Yanofsky an der Stanford University. Dort arbeitete er an dem Forschungsthema Kolinearität von DNA- und Proteinstruktur mit, also der Tatsache, dass punktuelle Mutationen in einem Gen zu punktuellen Veränderungen in einem Protein führen.
Einer kurzen Assistententätigkeit bei Lynen folgte 1964 der Wechsel an die Universität Köln, wo er sich 1965 mit einer Arbeit zur Biosynthese des Pyruvatdehydrogenase-Komplexes in E. Coli habilitierte.
1966 wurde er Direktor des Max-Planck-Instituts für Biologie in Tübingen. Ulf Henning war Mitglied des 1969 gegründeten „European Molecular Biology Councils“ (EMBC), einem wissenschaftspolitischen Zusammenschlusses, der die Arbeit der „European  Molecular  Biology Organization“ (EMBO) fördern sollte. Ziel dieser Institutionen war die Förderung der Molekularbiologie in Europa.